# Râul Măgura, Bloaja
Râul Măgura este un curs de apă, afluent al râului Bloaja.